# 盧卡夫齊
48°11′50″N 25°25′24″E / 48.19722°N 25.42333°E

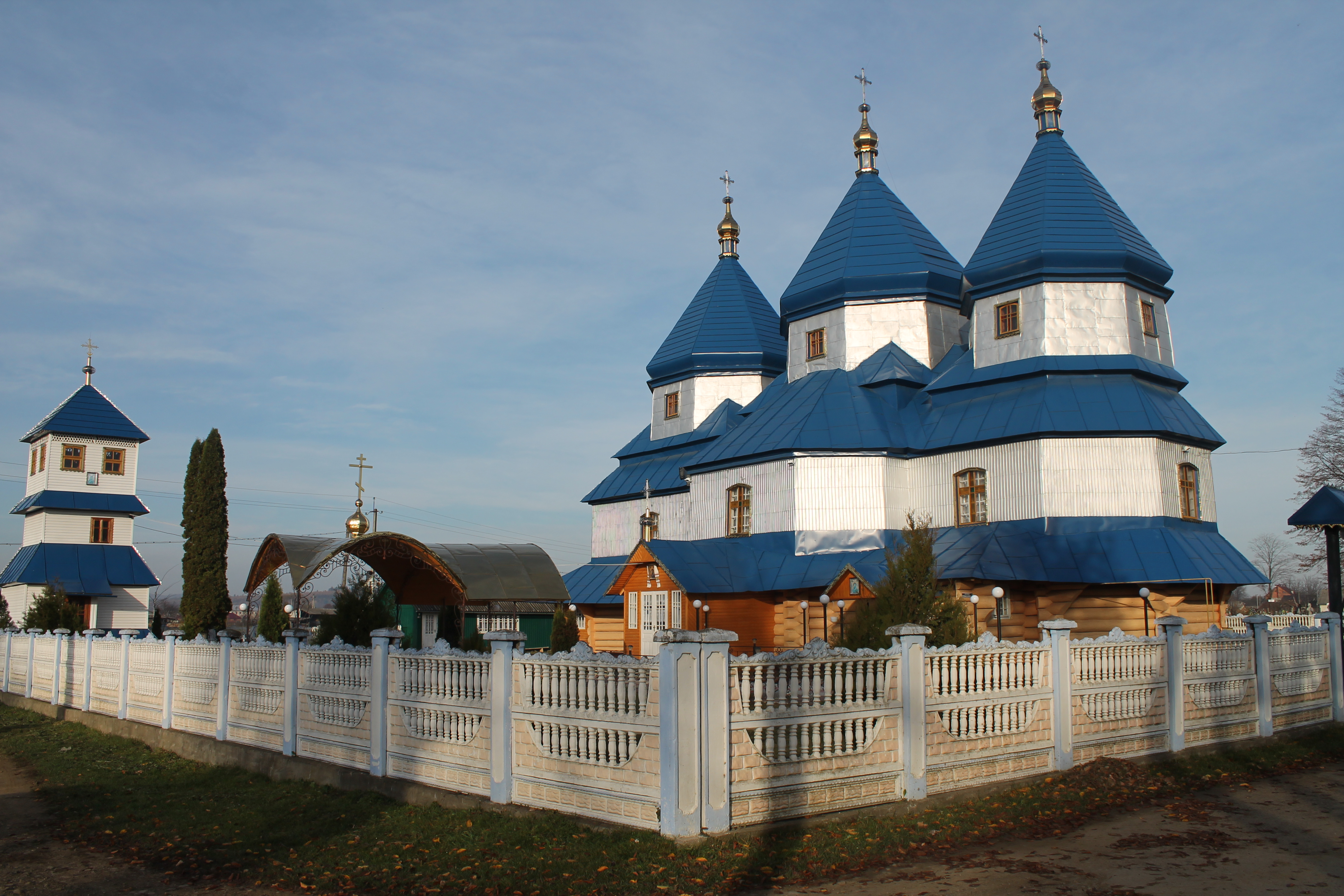

盧卡夫齊（烏克蘭語：Лукавці）是位於烏克蘭西南部的村莊，由切爾諾夫策州維日尼察區的貝雷霍梅特市鎮負責管轄。該村始建於1428年，海拔高度約413米，2001年該村落人口2,608。